# Distinción 'Enrique Eguren'

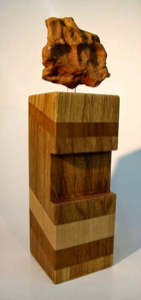
Aspecto del trofeo que se entrega como Distinción 'Enrique Eguren'

Se trata de un galardón que concede el Instituto Alavés de Arqueología con idea de premiar todas aquellas investigaciones arqueológicas de especial relevancia que tienen como objeto de investigación el Territorio Histórico de Álava desde la segunda mitad del siglo XX.  En los últimos tiempos el galardón se está volcando en la puesta en valor de las trayectorias y carreras de aquellos investigadores e investigadoras que ha puesto las bases de la arqueología alavesa tal como se conoce en la actualidad.

## Denominación
La denominación del galardón procede de uno de los pioneros de la arqueología en Álava, Enrique Eguren, que desarrolló su labor investigadora durante la primera mitad del siglo XX.

## Periodicidad
El galardón ha venido concediéndose bianualmente desde el año 2014. Los actos siempre se han desarrollado en el Museo BIBAT de la Diputación Foral de Álava.

## Listado de premiados/as
- 2014. Javier Fernández Eraso. El premiado es catedrático de la Universidad del País Vasco/Euskal Herriko Unibertsitatea ha centrado sobre todo sus investigaciones en la zona meridional de Álava, a lo largo de distintas campañas de trabajo que se han prolongado durante más de treinta años. Sus aportaciones sobre el poblamiento y el megalitismo abarcan desde el Neolítico hasta la Edad de Broce y por supuesto han visto la luz en múltiples publicaciones.[1]

- 2016. Andoni Sáenz de Buruaga. El galardonado es doctor y docente en la Universidad del País Vasco/Euskal Herriko Unibertsitatea. Sus trabajos se han centrado en la etapa prehistórica alavesa o que no le ha impedido desarrolla importantes proyectos arqueológicos y etnográficos en el ámbito del Sahara Occidental. Son también numerosas sus publicaciones.[2]

- 2018. Armando Llanos Ortiz de Landaluze. El premiado constituye una pieza clave en el desarrollo y estado actual de conocimientos del pasado del territorio. Fundador del Instituto Alavés de Arqueología, son incontables sus trabajos de campo e investigaciones. Ha tocado múltiples etapas culturales si bien su verdadera especialización se centra en las etapas del Bronce Final y Edad del Hierro.[3]

- 2020. Paquita Sáenz de Urturi. La premiada acumula una dilatada carrera arqueológica y una amplia producción científica. Pionera en el campo de la profesionalización del trabajo arqueológico y en los estudios de Arqueología de época Histórica en Álava. Otra de las facetas en las que más ha contribuido ha sido la de la divulgación científica, siendo una de las personas más reconocibles en la actualidad en este campo.[4]

- 2022. Nieves Urrutia Agorreta. Una de las pioneras en la investigación arqueológica y espeleológica en el territorio alavés, también ha destacado por sus trabajos de sistematización del registro y clasificación de materiales en múltiples intervenciones arqueológicas. Otra de las facetas por las que su trabajo es muy valorado tiene que ver con el haber sabido transmitir sus conocimientos a los y las jóvenes investigadoras que han participado con ella en las investigaciones[5]

## Simbolismo del trofeo
La pieza escultórica que se entrega a las y los premiados refleja dos aspectos relacionados con la arqueología. Por un lado, en la base, la columna estratigráfica representa la metodología arqueológica que hace posible el conocimiento del ser humano y su evolución. La huella de éste queda simbolizada por la pella de arcilla con la impresión de la mano de un alfarero que corona la pieza, una pella como la que ha sido utilizada tradicionalmente para elaborar diversos recipientes desde el Neolítico hasta nuestros días (la huella en este caso es una reproducción facsimilar de la mano de un artesano que operaba en un alfar celtibérico del siglo III a. C.s) El autor de la obra es Armando Llanos Ortiz de Landaluze.